# Erika Nilsson
Erika Elisabeth Nilsson, född 12 februari 1981, är en svensk tidigare handbollsspelare (högersexa).

## Klubbkarriär
Erika Nilsson blev 1999/2000 årets spelare i Skövde HF. Som handbollsspelare var hon en god kontringsspelare, säker i sina avslut och stark och uthållig i försvarsspelet. En av hennes svagheter var att från positionen på niometer räckte inte hennes skottstyrka till. 2003 valde hon att spela för Aalborg DH Proffskarriären blev kort och redan 2004 valde hon att återvända till Skövde HF. Hon spelade sedan kvar i Skövde många år enligt EHF:s spelarsida åtminstone till säsongen 2009/2010. 2008 vann hon SM-guld med Skövde HF hennes största nationella merit i karriären.

## Landslagskarriär
Erika Nilsson inledde sin karriär i ungdomslandslagen där hon 1999-2001 spelade 51 landskamper och stod för 139 mål, målsnitt 2,73.  Ungdomslandslaget födda 1981 förlorade sina första 16  landskamper tillsammans. I kvalet till JEM 1999 bröts den 16 matcher långa förlustraden. Man slog Nederländerna i första matchen i kvalet. Sedan förlorade de inte en match i kvalet och tog sig till JEM i Tyskland 1999. Där fortsatte man överraska och blev fyra. År 2000 blev det en ny fjärdeplats i UEM i Frankrike.
Erika Nilsson debuterade i A-landslaget 2002 och var med och spelade i EM 2002 i Danmark och även i EM 2004. Sammanlagt spelade hon 29 A-landskamper och stod för 75 landslagsmål åren 2002-2004.